# Einsiedelei San Paolo

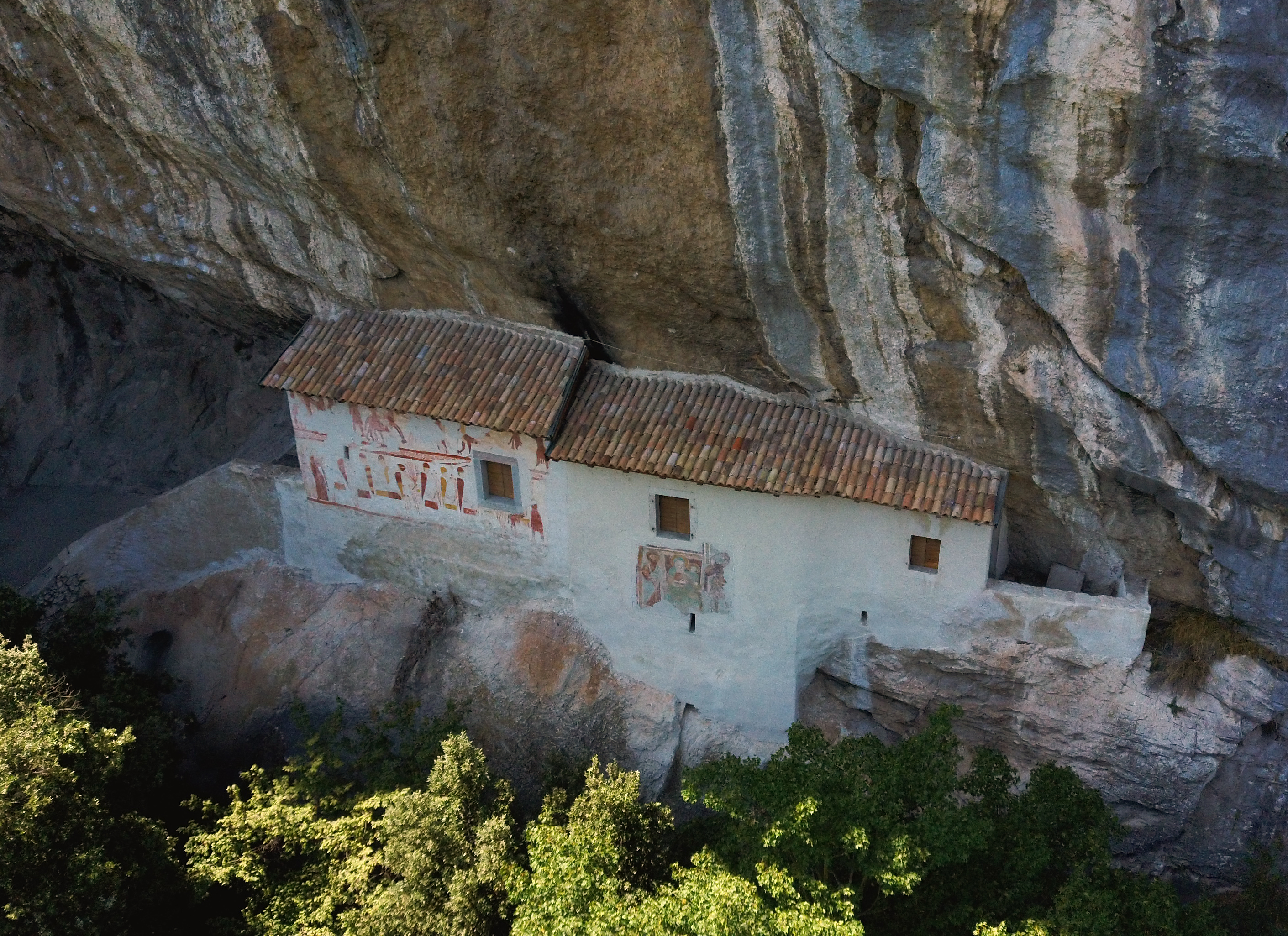
Klause San Paolo

San Paolo ist eine Einsiedelei und Klause in der Nähe von Arco im Trentino in Italien.

## Lage und Beschreibung
Die Einsiedelei San Paolo (italienisch Eremo di San Paolo) liegt im Sarcatal etwa 2 km nördlich von Arco. Die alte Straße von Prabi führt eng am Fluss entlang, von dieser ist die Klause in etwa 10 Minuten steil den Berg hinauf über einen gut ausgebauten Fußweg zu erreichen. An der Straße weisen mehrere Schilder auf die Klause hin und geben zusätzliche Informationen.
Der Außenbereich der Klause ist immer zugänglich, der Innenbereich kann während der Sommermonate nach Anfrage besichtigt werden, ist ansonsten verschlossen.
Obwohl der Bau sehr einfach ist, beeindruckt er durch seine Bauweise. Das Gebäude schmiegt sich eng an die Felswand, diese ist sowohl Rückwand der Klause als auch Teil des Daches. Die Einsiedelei besteht nur aus einer kleinen Kapelle und angrenzenden Zimmern, in dem die Eremiten gelebt haben. Der Zugang zur Kapelle bildet eine große Steintreppe. Hinter der Kapelle befindet sich der Wohnraum, dieser ist mit einem Kamin ausgestattet. Hinter diesem Wohnraum gibt es einen weiteren kleinen Raum, von dem führt eine Steintreppe in einen darunterliegenden Raum, der für Vorräte genutzt wurde. An den Wohnraum schließt sich eine kleine Terrasse an, die direkt auf den Fels gebaut wurde.
Sowohl im Außenbereich als auch in der Kapelle ist die Klause mit schönen Fresken verziert. Das Fresko an der Westwand im Inneren der Kapelle zeigt das „letzte Abendmahl“, bemerkenswert ist der sanfte Gesichtsausdruck von Petrus, der seinen Kopf auf die Schulter von Jesus legt. Auf der gegenüberliegenden Wand sind Paulus bei seinem Sturz vom Pferd und ein Märtyrer auf dem Weg nach Damaskus abgebildet und andere Geschichten aus dem Leben des Apostels Paulus. An der Außenseite zeigen sich eine Reihe von Wappenträgern, die mit dem Schloss von Avio in Verbindung gebracht werden und die Heilige Familien. Die Fresken entstanden wahrscheinlich im 14. Jahrhundert.

## Geschichte
Die Klause gehört zu den ältesten Monumenten, der Altar wurde am 9. April 1186 zu Ehren des Heiligen Paul eingeweiht. Die Idee zur Klause kam von den Herren von Arco, Francesco und Odorico. Über Jahrhunderte lebten hier Eremiten in Einsamkeit, nur dem Gebet zugewandt. Die Klause war aber auch Zufluchtsstätte: 1333 fand eine Frau Gisla Zuflucht, die im Prozess gegen einen Häretiker namens Dolcino verhört worden war. Während der Pest im Jahre 1627 haben sich einige Einwohner hierher zurückgezogen, um der Ansteckung zu entgehen.
Gegen Ende des 19. Jahrhunderts war Rainer Maria Rilke mehrmals in Arco und hat hier einige Werke verfasst. Er war von der Gegend angetan und hat einige Orte erwähnt, darunter die Klause San Paolo. Heute gibt es einen literarischen Spaziergang, der die von Rilke verehrten Orte verbindet, eine Station ist bei der Klause. 
1844 besaß Gregorio de Althamer den Gebäudekomplex, er ließ diese restaurieren und regelmäßig Messen in der Kapelle feiern. Danach geriet die Klause in Vergessenheit. Der derzeitige Besitzer ist die Gemeinde Arco, diese hat die Klause restaurieren lassen. Leider zeigen sich bereits wieder Abnutzungserscheinungen, auch durch Vandalen, die die Fresken am Eingang beschädigt haben.

## Alpinismus
Über der Klause San Paolo erhebt sich der Monte Colt mit seinen senkrechten Felswänden, dieser fällt in zwei Stufen zum Sarcatal ab. Die obere Felswand wird Parete Est (Ostwand) des Monte Colt bezeichnet, die untere Parete de San Paolo. Diese ist sehr lang gestreckt, weist hervorragenden festen Fels auf und ist daher bei Kletterern sehr beliebt. Alleine in der Parete de San Paolo gibt es 100 Klettertouren, Mehrseillängentouren, die meist gut gesichert sind. Dieser Umstand und die Tatsache, dass sie leicht zugänglich sind, macht diese Wand zu den von Kletterern meistbesuchten Wänden im Sarcatal.
Die ersten Routen wurden in den 1980er Jahren von G. Stenghel eröffnet, dann geriet die Wand etwas in Vergessenheit. In den 1990er-Jahren eröffnete Giuseppe Mantovani viele Routen, ab 1998 haben auch Heinz Grill, Franz Heiss und Florian Kluckner viele neue Touren eröffnet.

## Bilder

Außenbereich der Klause
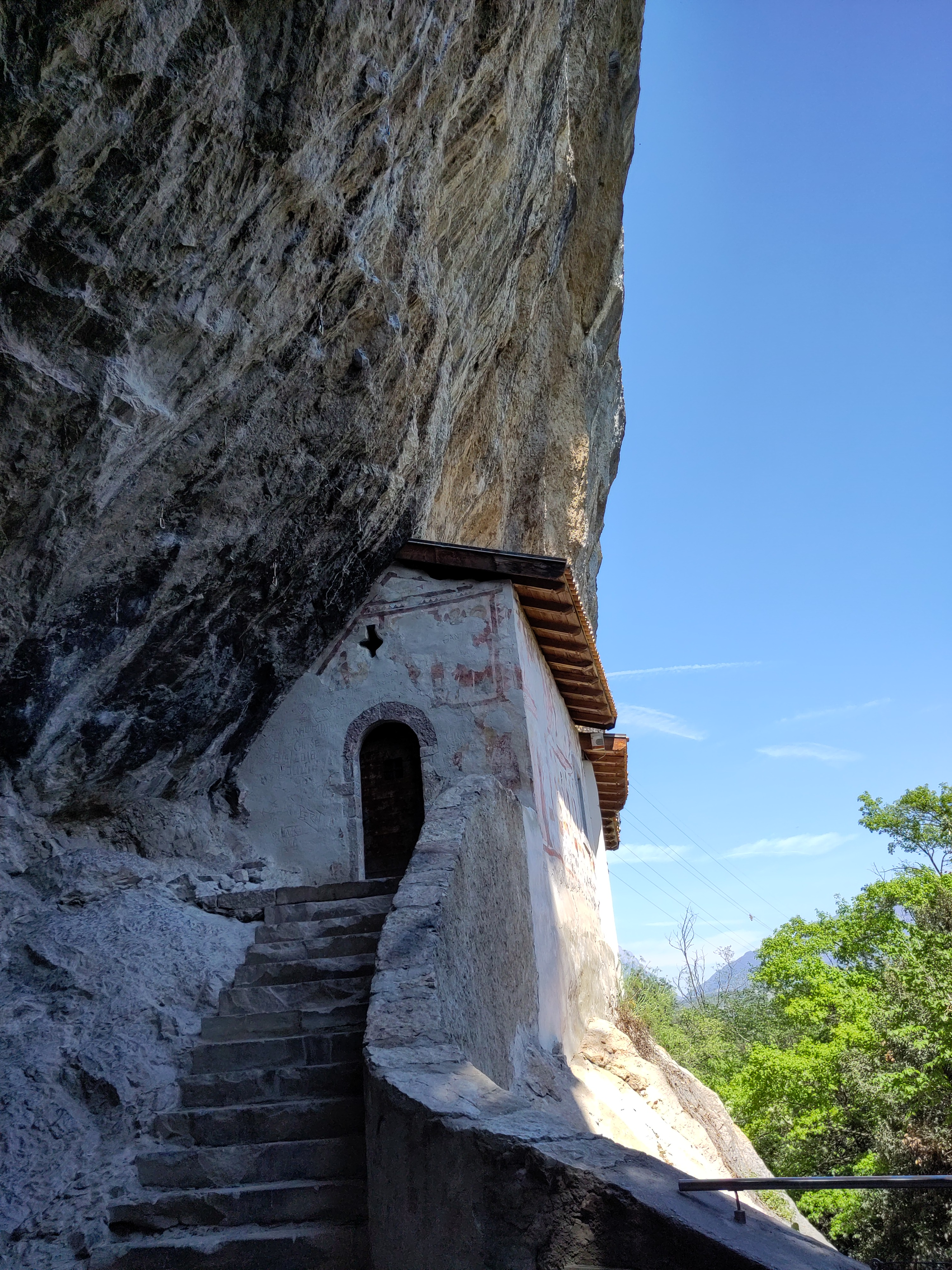
Eingang zur Klause mit Steintreppe
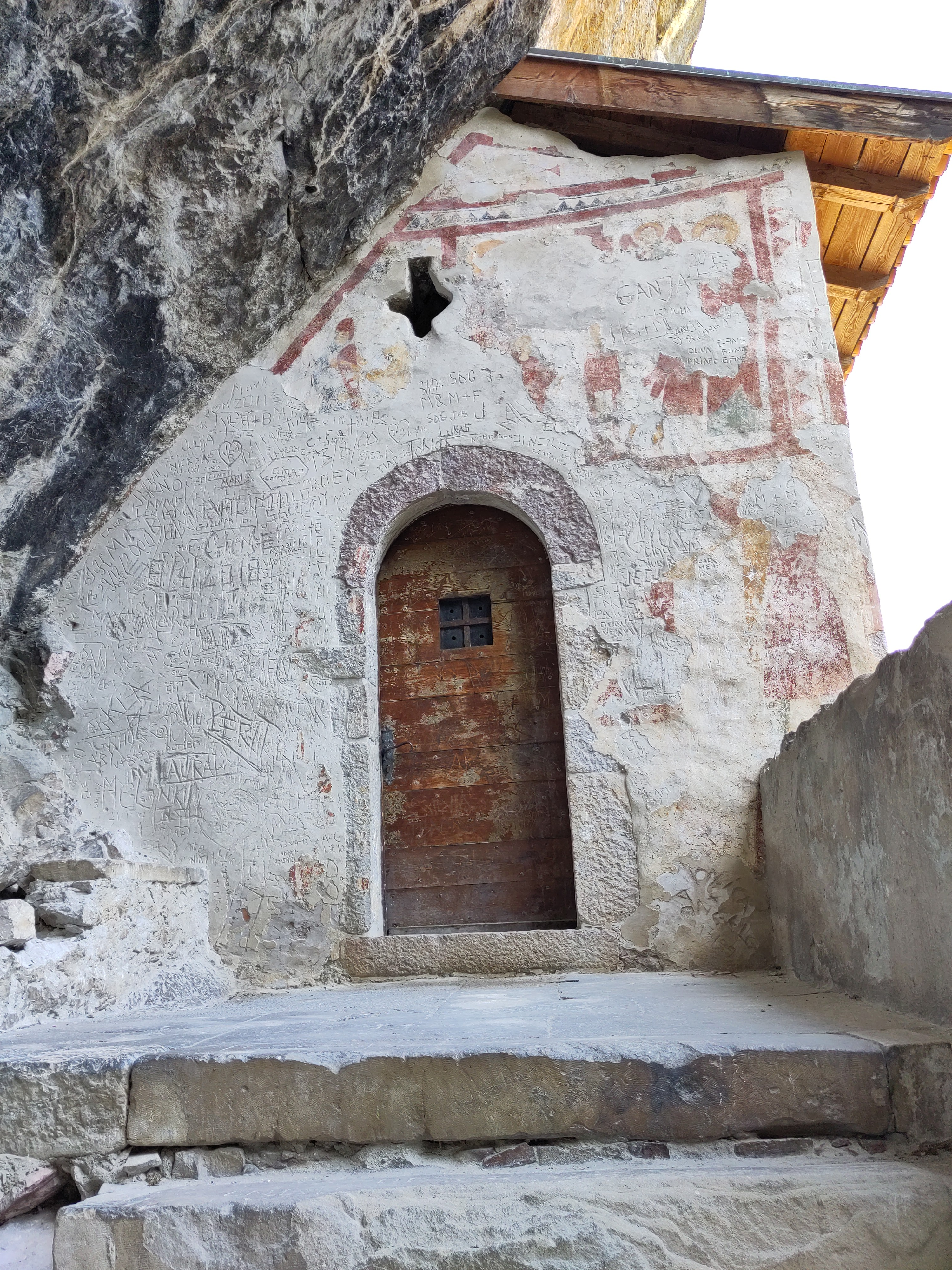
Eingang mit Fresken, die Beschädigungen sind erkennbar
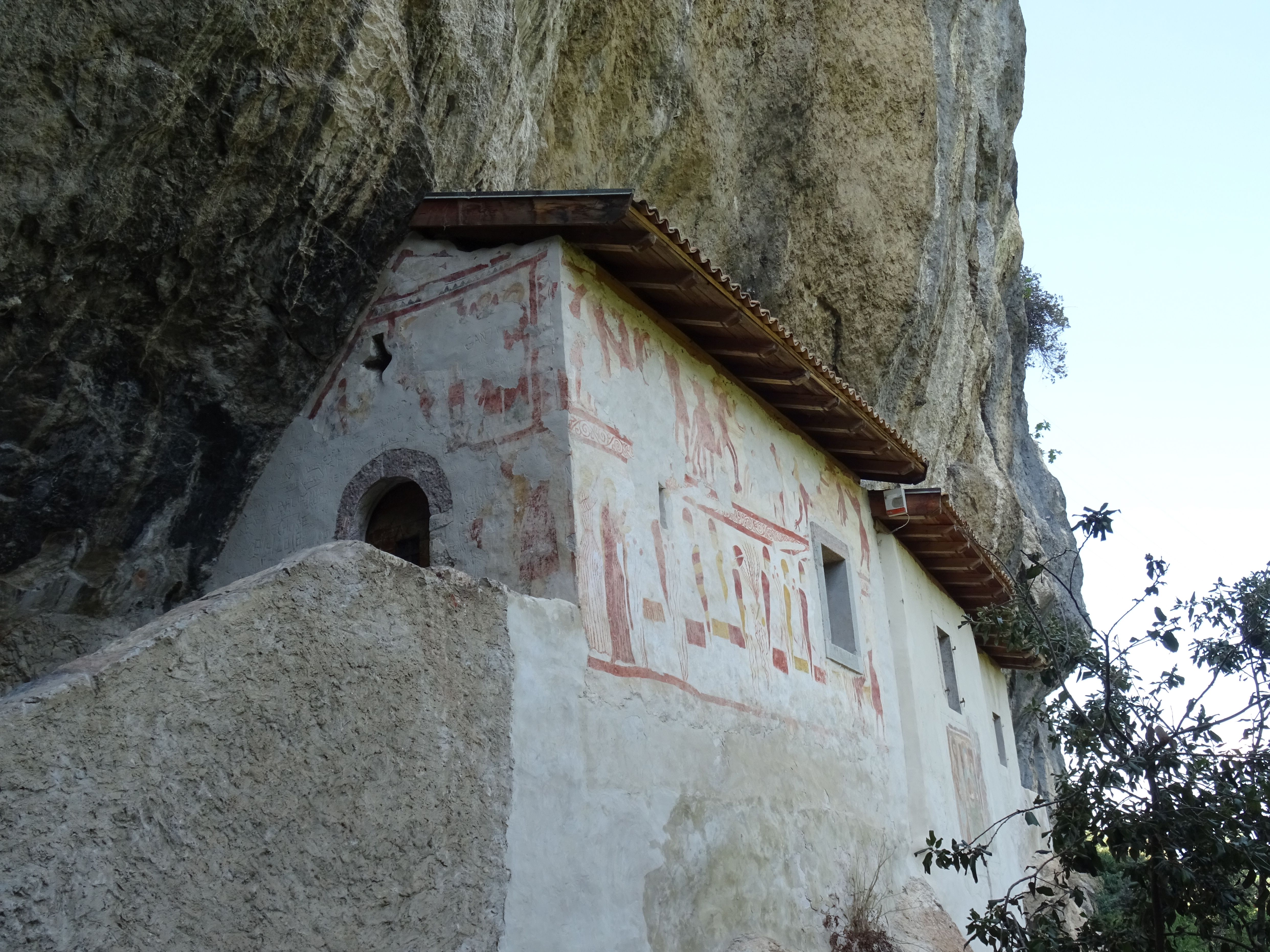
Fresken an der Außenwand der Kapelle
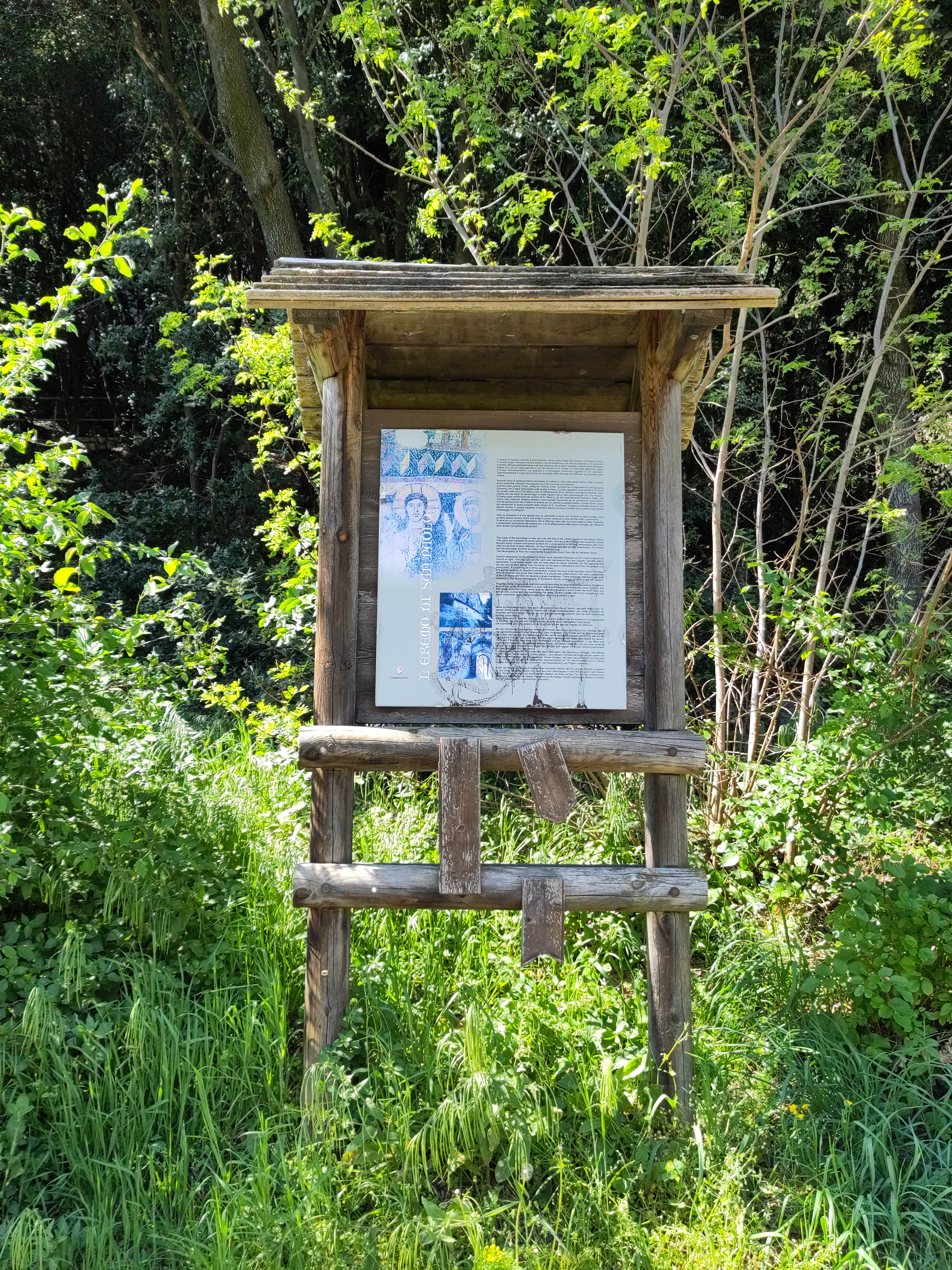
Informationstafel an der Straße

Innenansicht der Klause
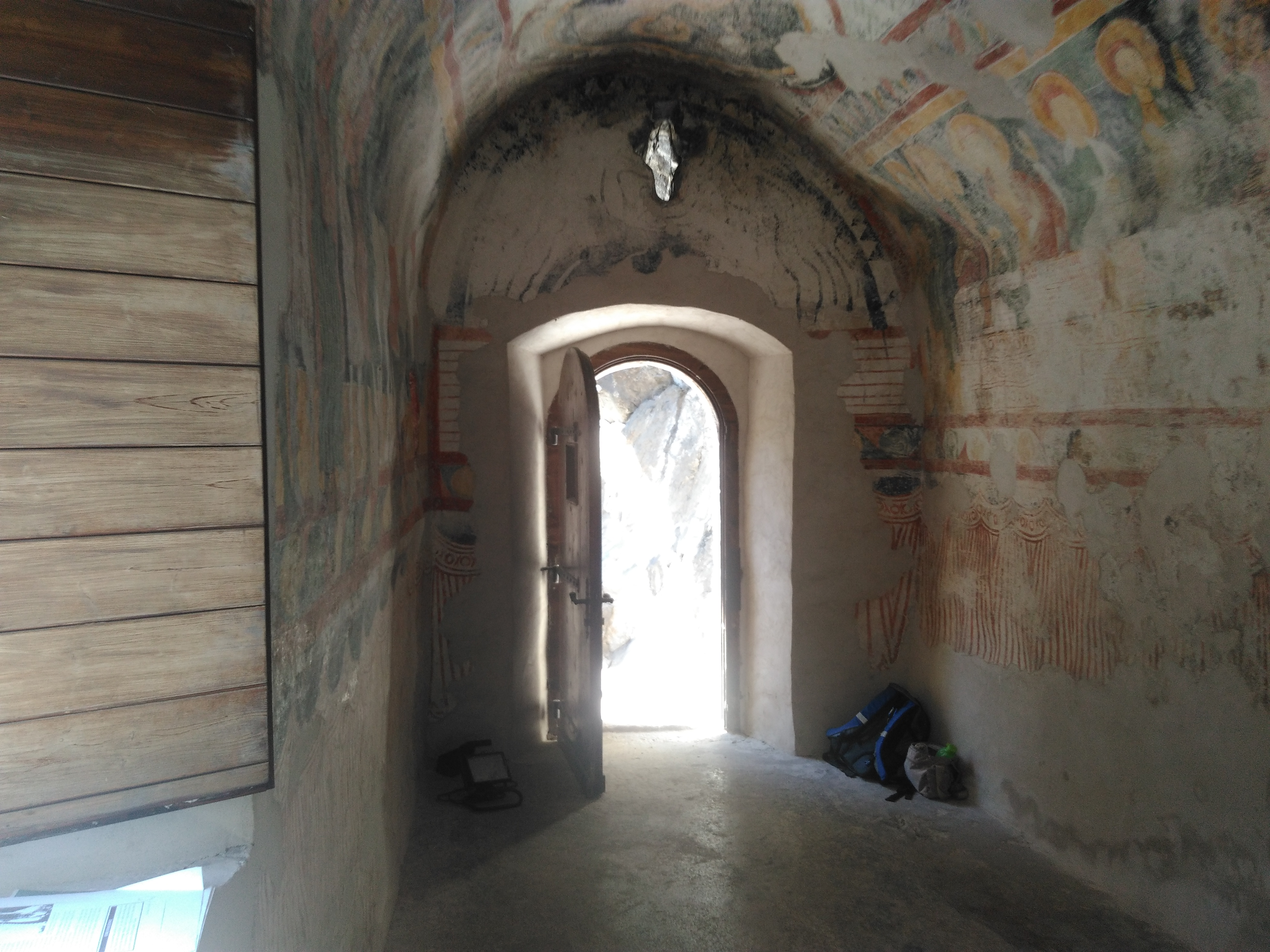
Eingang der Kapelle
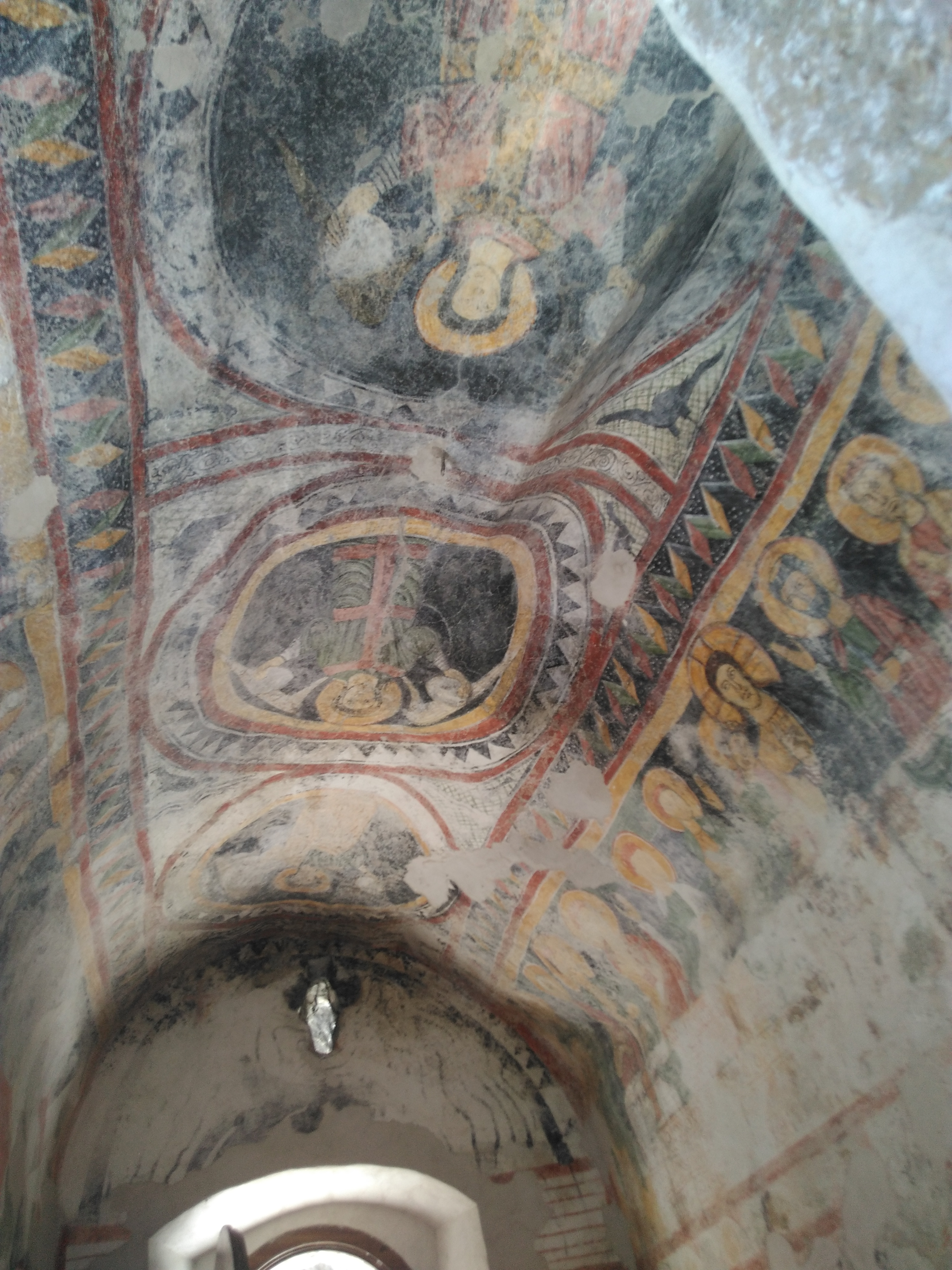
Fresken an der Decke der Kapelle
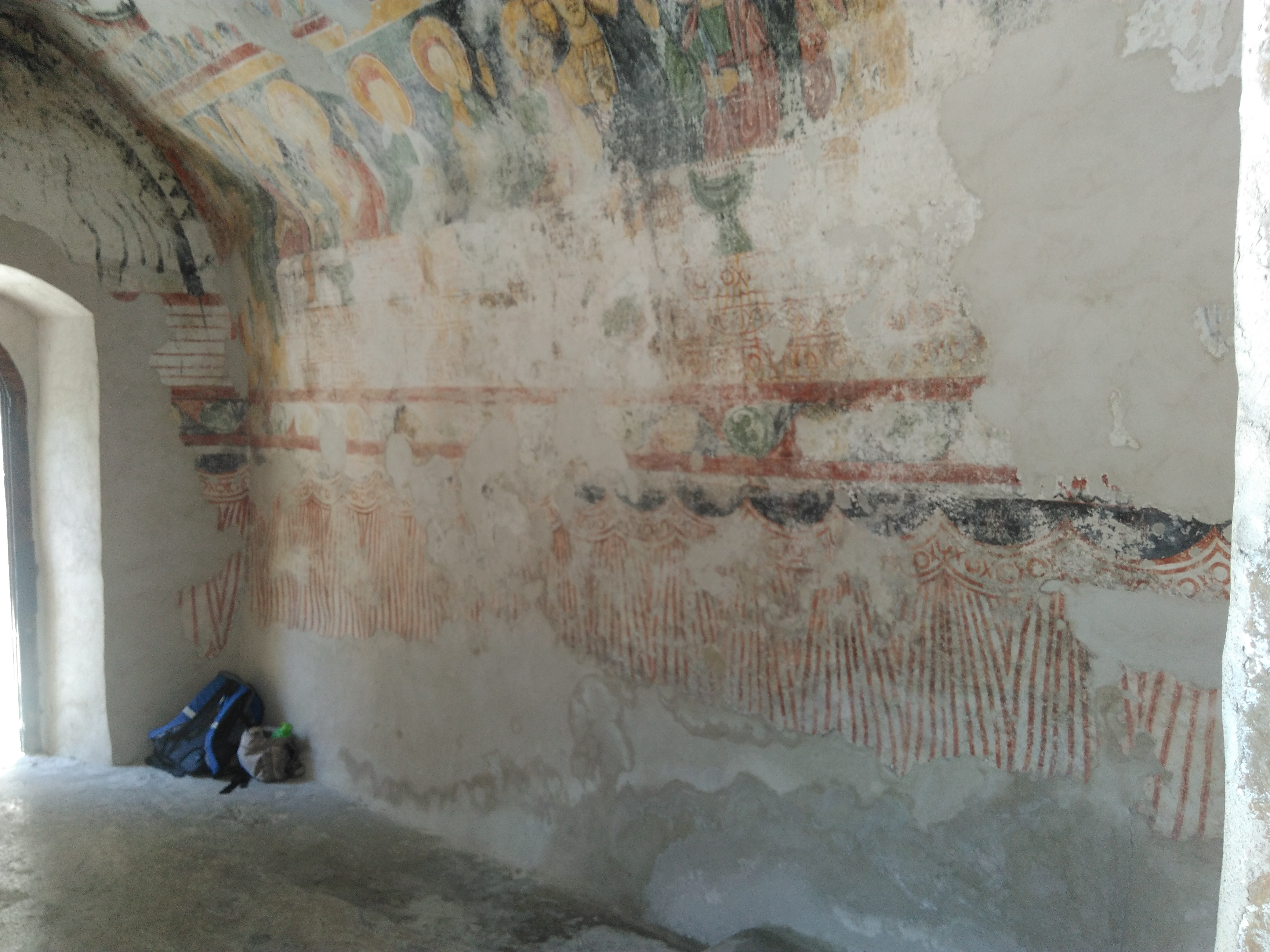
Fresken an der Wand der Kapelle
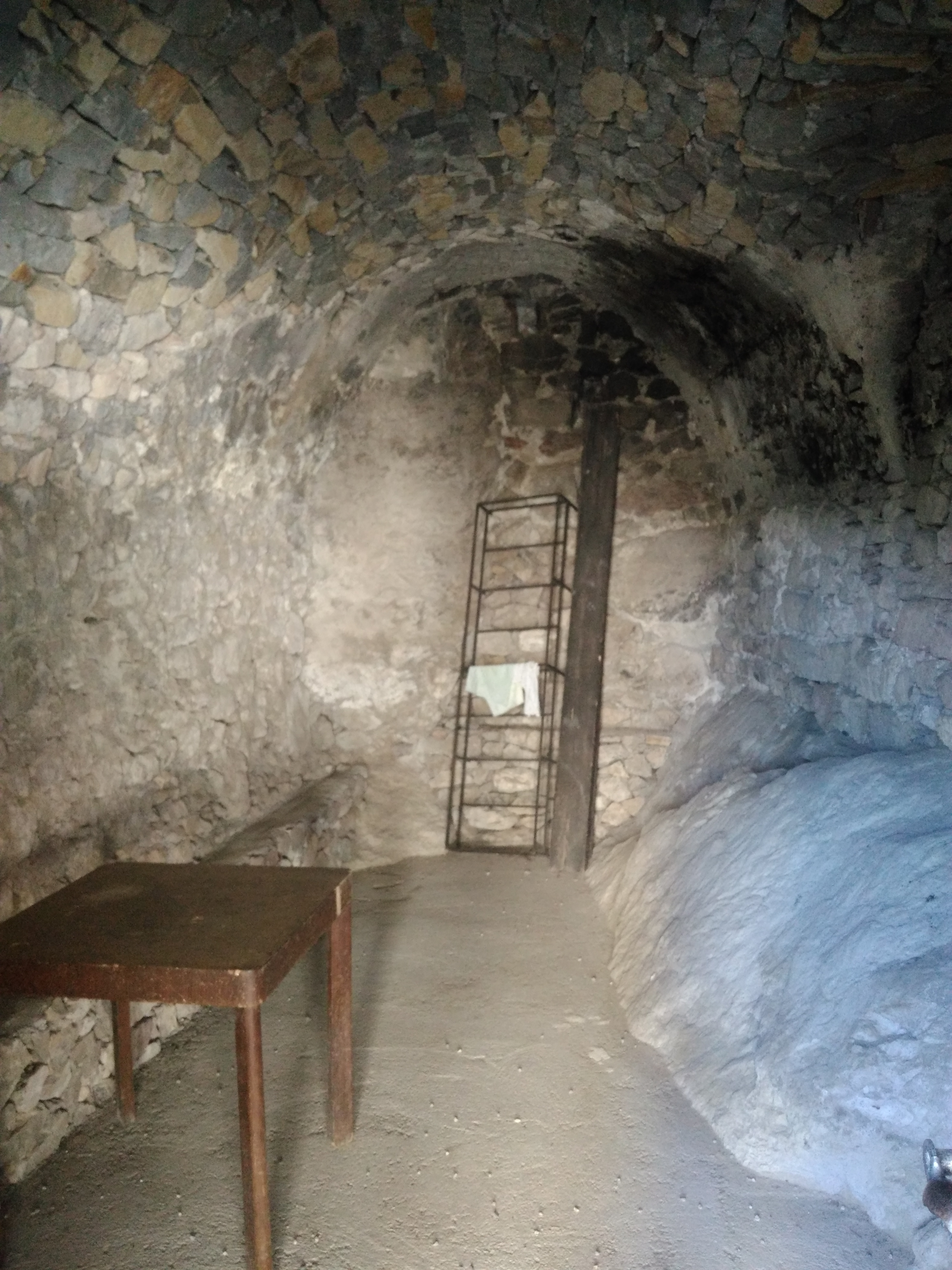
Wohnraum